# Dolmen A Fornela dos Mouros

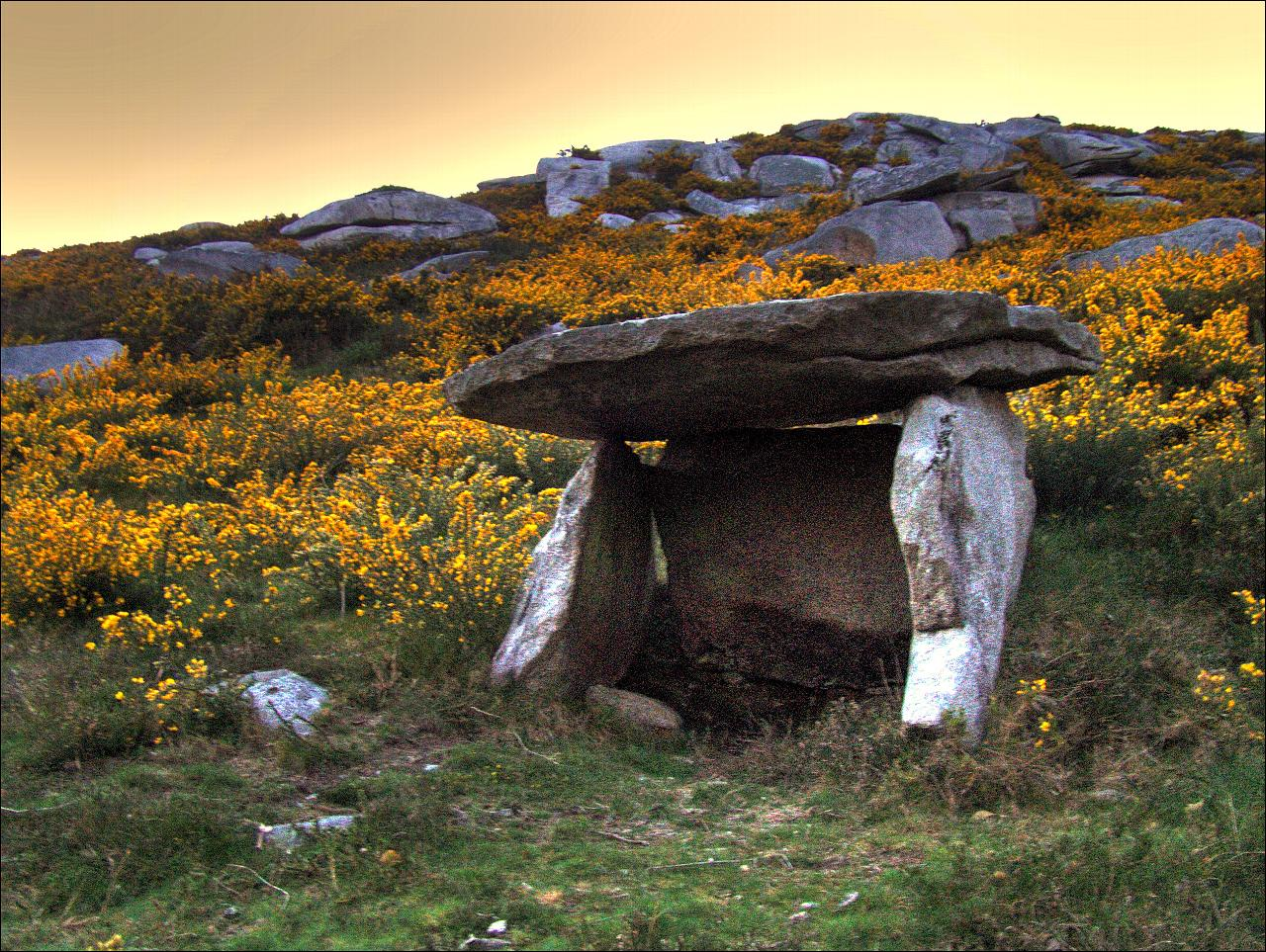
Dolmen A Fornela dos Mouros

Der Dolmen A Fornela dos Mouros (auch Dolmen von Aprazadoiro genannt) liegt an einem Berghang südöstlich von Matio, nördlich von Vimianzo in Galicien in Spanien.
Er ist eine der schönsten Megalithanlagen Galiciens, ist nur 1,35 Meter hoch und besteht aus drei relativ dünnen Tragsteinen und einem großen Deckstein. Die Anlage wurde zwischen 2500 und 2000 v. Chr. errichtet und gehört nicht zu den klassischen Dolmen der Jungsteinzeit in der Region, sondern zu den Steinkisten (spanisch como arca megalítica) der Bronzezeit, ähnlich der südlicher gelegenen Casota de Freáns, südlich des Weilers Berdoias.
In der Nähe liegt der Dolmen von Dombate.